# Feritový váleček

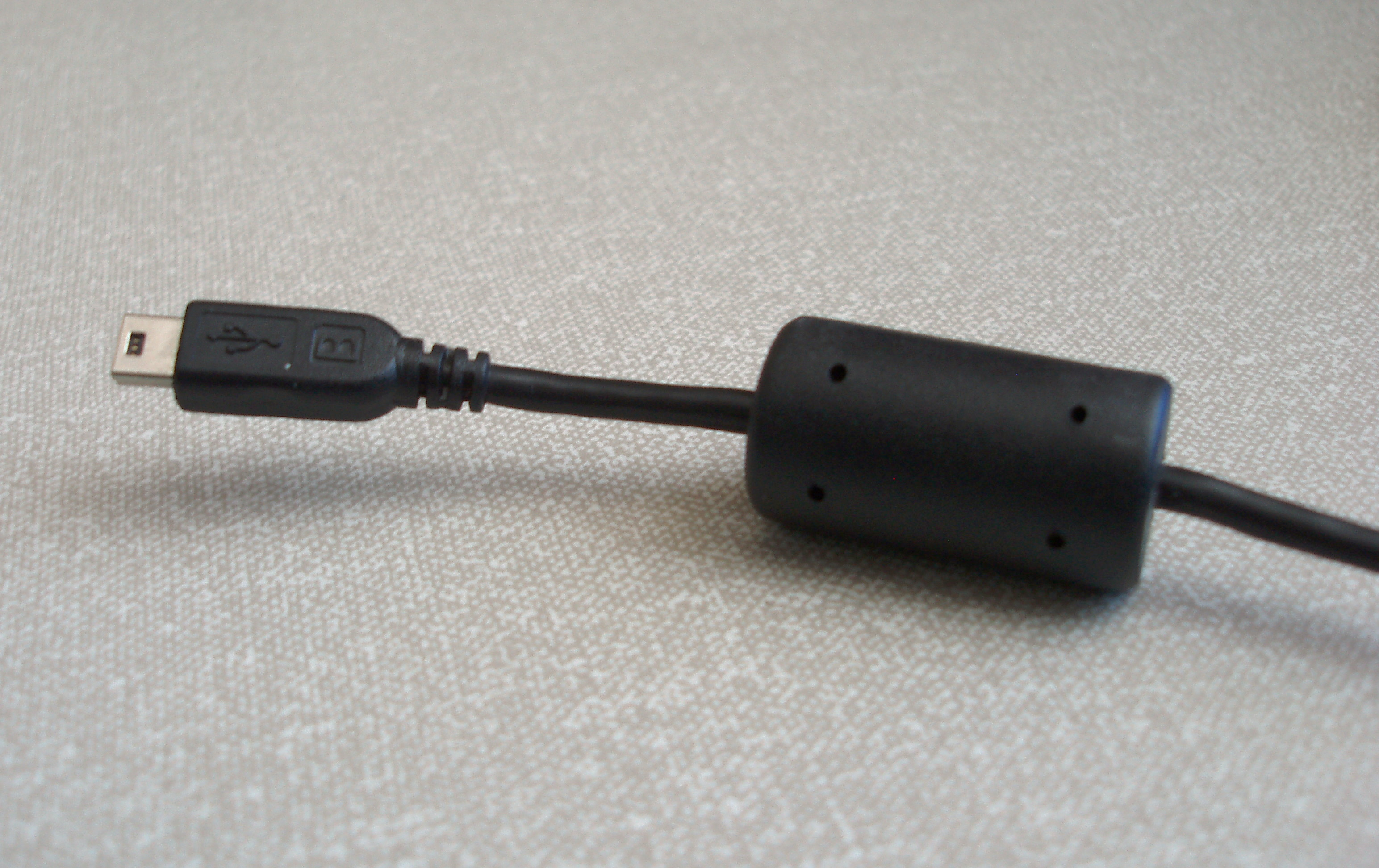
Feritový váleček na konci kabelu Mini USB

Feritový váleček (také známý jako feritový toroid, feritové jádro, feritový kroužek nebo feritová tlumivka, případně feritová perla na deskách plošných spojů ) je typ tlumivky, která potlačuje vysokofrekvenční elektronický šum v elektronických obvodech.
Feritové válečky jsou využívány pro vysokofrekvenční rozptyl proudu ve feritové keramice k vytvoření zařízení pro potlačení vysokofrekvenčního šumu.

## Použití

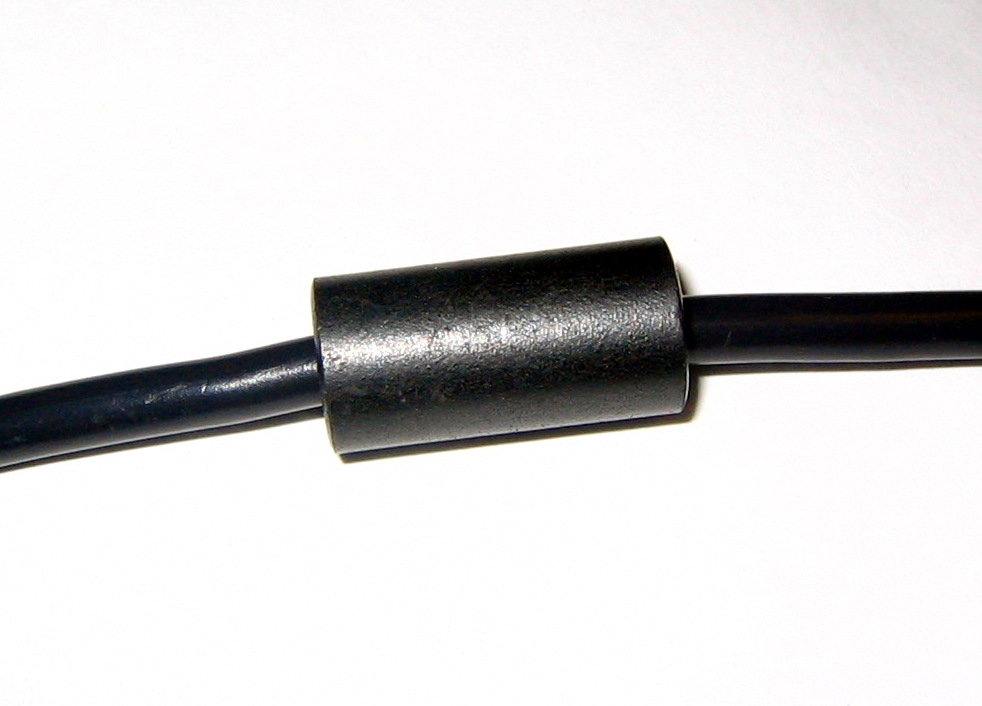
Feritový váleček po odstranění plastového krytu

Feritové válečky zabraňují elektromagnetickému rušení ve dvou směrech: ze zařízení nebo do zařízení. Vodivý kabel funguje jako anténa – pokud zařízení produkuje vysokofrekvenční energii, může být přenášeno kabelem, který funguje jako neúmyslný zářič. V tomto případě je korálek vyžadován pro plnění předpisů, aby se snížilo rušení. Naopak, pokud existují další zdroje rušení, například domácí spotřebiče, váleček brání tomu, aby kabel fungoval jako anténa a přijímal rušení z těchto dalších zařízení. To je obzvláště běžné na datových kabelech a na lékařských zařízeních.
Velké feritové válečky se běžně vyskytují na vnější kabeláži. Uvnitř obvodů se používají různé menší feritové perly – na vodiče nebo kolem pinů malých součástek na desce, jako jsou tranzistory, konektory a integrované obvody.
Na vodičích, které mají být stejnosměrnými vodiči, mohou ferity blokovat nízkoúrovňovou nezamýšlenou vysokofrekvenční energii tím, že působí jako dolní propust. Na nevyvážených koaxiálních přenosových linkách (například USB kabely a video kabely) je kabel navržen tak, aby přenášel signál, a válečky mohou být použity k blokování rozptýleného proudu, který by využil kabel jako anténu, čímž brání rušení signálu přenášeného uvnitř kabelu. V tomto použití je váleček jednoduchou formou balunu.
Feritové válečky jsou jedním z nejjednodušších a nejlevnějších typů interferenčních filtrů, které se instalují na již existující elektronickou kabeláž. U jednoduchého feritového prstence je drát jednoduše omotán kolem jádra středem, obvykle pětkrát nebo sedmkrát. K dispozici jsou také upínací jádra, která se připevňují bez ovinutí drátu: tento typ feritového jádra je obvykle navržen tak, aby jím prošel vodič pouze jednou. Pokud uložení není dostatečně těsné, může být jádro zajištěno kabelovými sponami nebo, pokud je střed dostatečně velký, kabeláž může projít jednou nebo vícekrát. (Všimněte si však, že ačkoli každá smyčka zvyšuje impedanci na vysoké frekvence, posouvá také frekvenci nejvyšší impedance na nižší frekvenci.) Malé feritové perly lze navléknout přes vodiče komponent, aby se potlačila parazitní oscilace.
Také existují feritové perly pro povrchovou montáž. Ty jsou připájeny do mezery ve stopě desky plošných spojů, stejně jako jakýkoli jiný povrchový induktor. Uvnitř perličkové součásti probíhá mezi vrstvami feritu cívka drátu, která kolem jádra s vysokou permeabilitou vytváří víceotáčkový induktor.

## Teorie fungování
Feritové válečky se používají jako pasivní nízkoprůchodový filtr tak, že jsou navrženy pro převedení vysokofrekvenční energii na teplo. Pro porovnání - cívky jsou naopak konstruovány tak, aby minimalizovaly přeměnu vysokofrekvenční energie na teplo a mají vysokou impedanci vůči vysokofrekvenčnímu záření.
Geometrie a elektromagnetické vlastnosti vinutého drátu nad feritovým jádrem mají za následek impedanci vysokofrekvenčních signálů, což tlumí vysokofrekvenční elektronický šum. Energie se buď odráží zpět nahoru kabelem, nebo se rozptýlí jako nízkoúrovňové teplo. Pouze v extrémních případech je teplo patrné.
Čistá cívka nerozptyluje energii, ale vytváří jalový odpor, který brání toku signálů s vyšší frekvencí. Tato reaktance se běžně označuje jednoduše jako impedance, i když impedancí může být jakákoli kombinace odporu a reaktance.

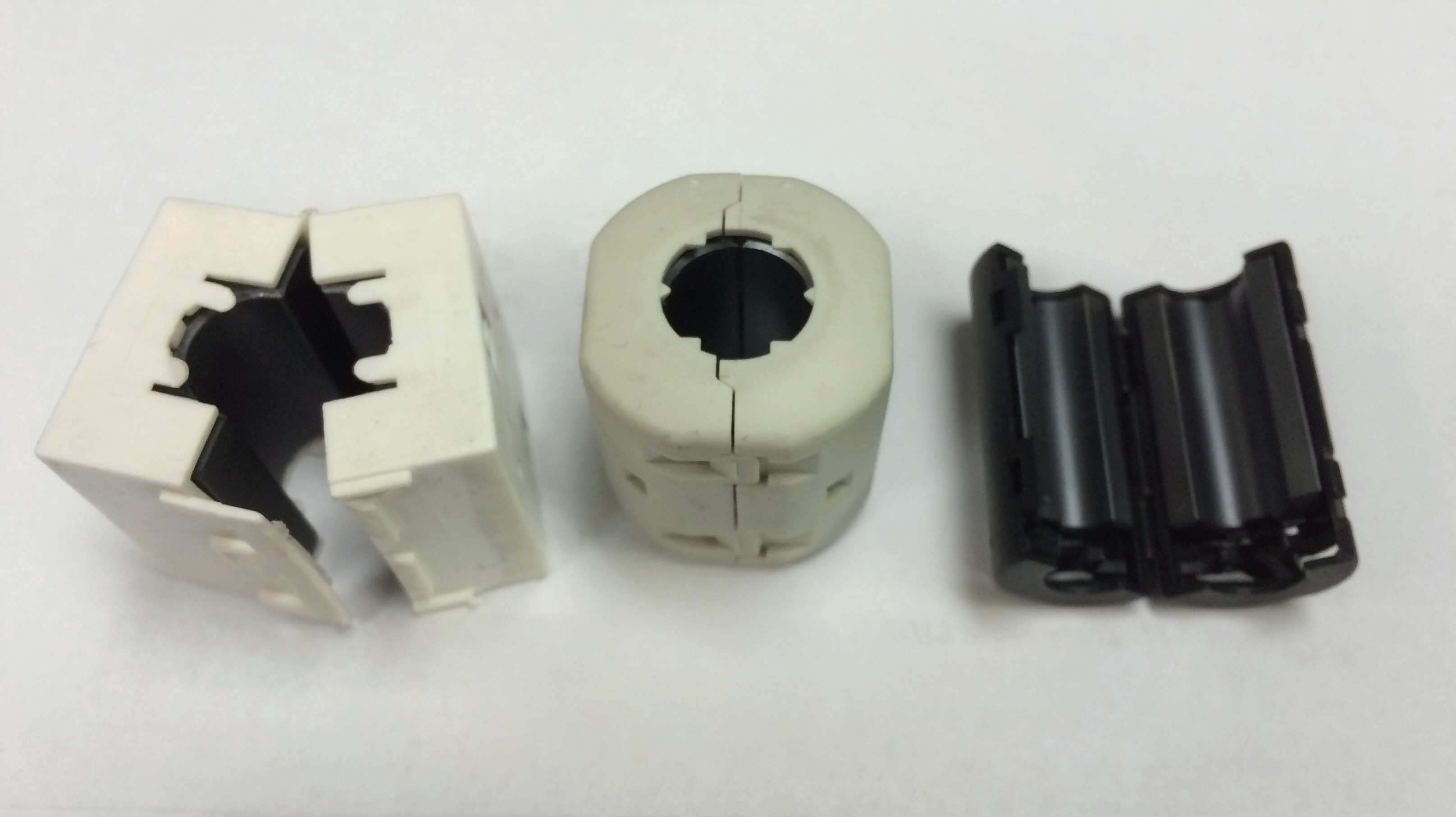
Různá feritová jádra k nacvaknutí na kabel

Feritový váleček může blokovat nežádoucí vysokofrekvenční šum dvěma způsoby. Zaprvé ferit koncentruje magnetické pole, zvyšuje indukčnost a tím i reaktanci, což blokuje nebo „filtruje“ šum. Zadruhé, pokud je ferit takto navržen, může způsobit další ztrátu ve formě odporu samotného feritu. Ferit vytváří induktor s velmi nízkým činitelem jakosti Q. Tato ztráta ohřívá ferit, obvykle nepatrně. Zatímco úroveň signálu je dostatečně velká, aby způsobovala rušení nebo nežádoucí účinky v citlivých obvodech, blokovaná energie je obvykle poměrně malá. V závislosti na aplikaci může nebo nemusí být požadována charakteristika odporové ztráty feritu.
Návrh, který ke zlepšení filtrování šumu používá feritový váleček, musí zohledňovat specifické charakteristiky obvodu a frekvenční rozsah, který je třeba rušit. Různé feritové materiály mají odlišné vlastnosti s ohledem na frekvenci a literatura výrobce pomáhá vybrat nejúčinnější materiál pro frekvenční rozsah. Materiál použitý ve válečkách je obvykle práškový ferit, přičemž směs velikostí zrn je upravena tak, aby kontrolovala rozsah absorbovaných nebo blokovaných frekvencí a minimalizovala ukládání magnetického pole. V kontrastu k tomu induktory a transformátory využívají pevná nebo skládaná železná nebo měděná jádra k ukládání magnetických polí a maximalizaci přenosu energie.